# Lorenzo Monaco

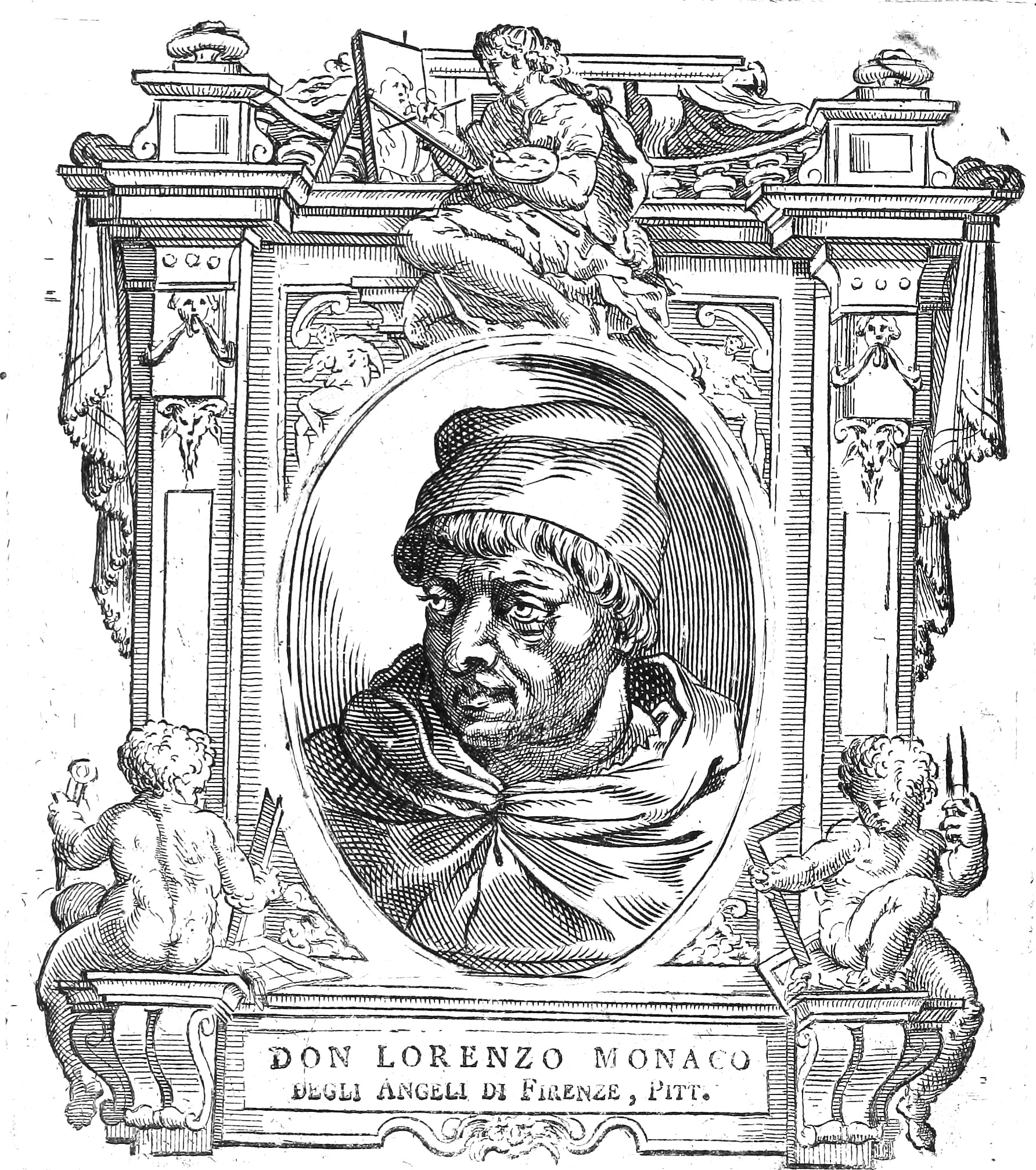
Abbildung des Don Lorenzo Monaco degli Angeli di Firenze in Le vite dei più eccellenti pittori, scultori e architetti des Giorgio Vasari

Lorenzo Monaco (eigentlich Piero di Giovanni mit geistlichen Namen Don Lorenzo; * um 1370 vermutlich in Siena; † um 1425 in Florenz) war ein italienischer Maler der Spätgotik.

## Leben
Piero di Giovanni wurde zwischen 1365 und 1371 vermutlich in Siena geboren. 1391 legte er sein Gelübde als Mönch bei den Kamaldulensern ab und lebte als Don Lorenzo im Kloster Santa Maria degli Angeli in Florenz. Erst in neuerer Zeit wird er Lorenzo Monaco (italienisch: der Mönch) genannt. Das Kloster Santa Maria degli Angeli war für seine Buchmalerei berühmt und einige der heute in der Biblioteca Medicea Laurenziana aufbewahrten Miniaturen werden Lorenzo Monaco zugeschrieben. Als Piero di Giovanni wurde er 1402 Mitglied der Malerzunft und lebte fortan außerhalb des Klosters. Anfänglich stand er unter dem Einfluss der Giotto-Nachfolger Bernardo Daddi und Maso di Banco. Nach 1404 gaben die Werke von Gherardo Starnina und Lorenzo Ghiberti wichtige Impulse für Lorenzos Werk. Seine Arbeiten stehen am Übergang des 14. zum 15. Jahrhundert zwischen der Trecento-Malerei und den Quattrocento-Bildern eines Masaccio und Fra Angelico, der von Lorenzo Monaco beeinflusst wurde.
Das Werk Lorenzo Monaco umfasst ausschließlich religiöse Themen. Eine seiner Hauptarbeiten ist die Freskomalerei mit Szenen der Maria in der Bartolini-Kapelle von Santa Trinita in Florenz. Darüber hinaus schuf er zahlreiche Altarbilder. Sein großer Flügelaltar Madonna und Kind (Uffizien) und die Krönung der Jungfrau (Uffizien) reflektieren seine gewöhnlich helle Palette, seine Vorliebe für gefaltete Vorhänge, die rhythmischen, gekrümmte Formen und seinen kenntnisreichen Gebrauch von Licht. Lorenzos Gefühl für dekorativen Aufbau und ausdrucksvolle Linie ist in seinen kleinen Predella-Arbeiten in der Galleria dell’Accademia in Florenz, besonders offensichtlich.
In seinem Spätwerk ist Lorenzo Monaco geprägt von der internationalen Gotik und seine Formensprache zeigt traumhaft-ekstatische Ausdruckskraft. Er wurde im Kloster Santa Maria degli Angeli begraben.

## Bilder

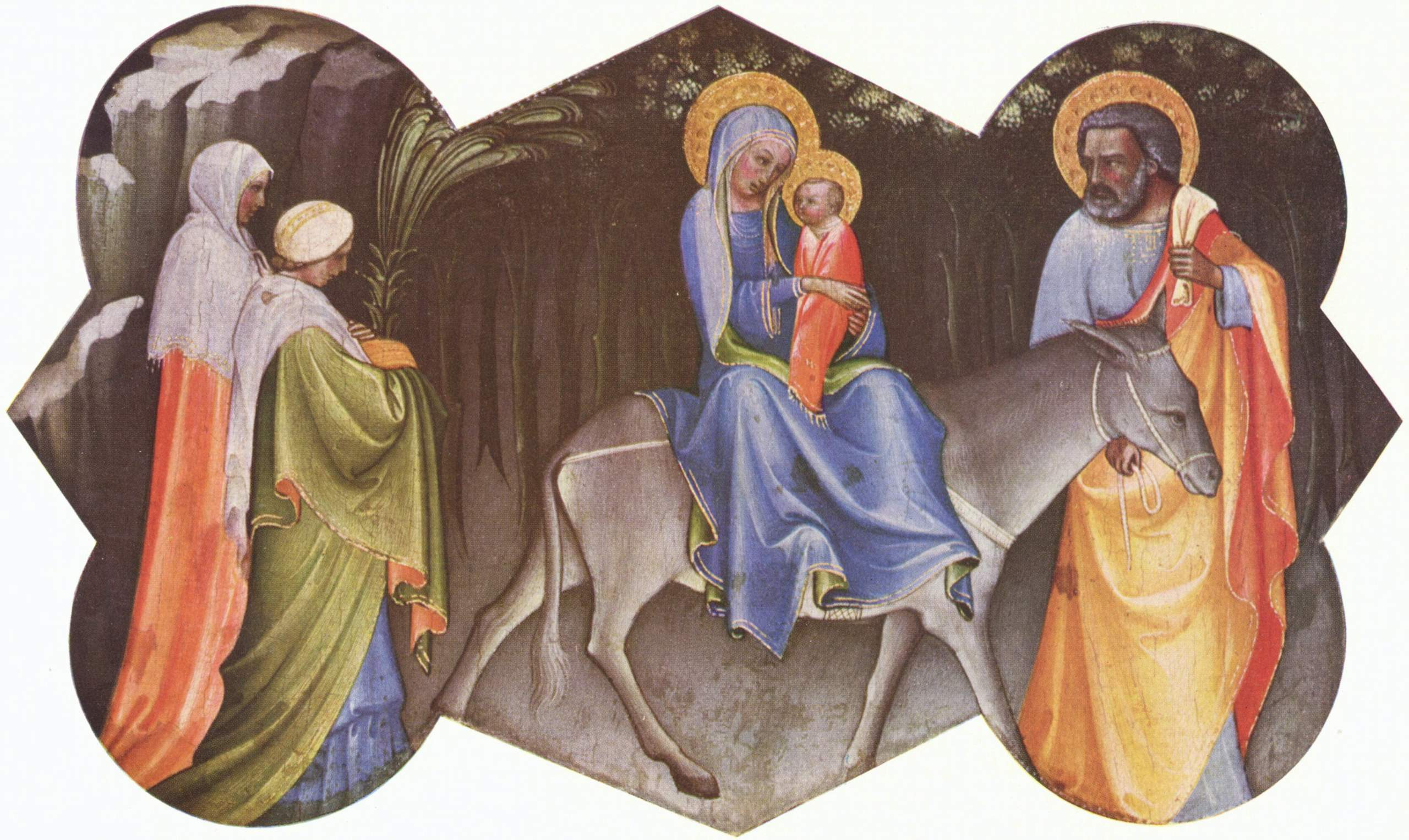
Flucht nach Ägypten, um 1405 Lindenau-Museum, Altenburg
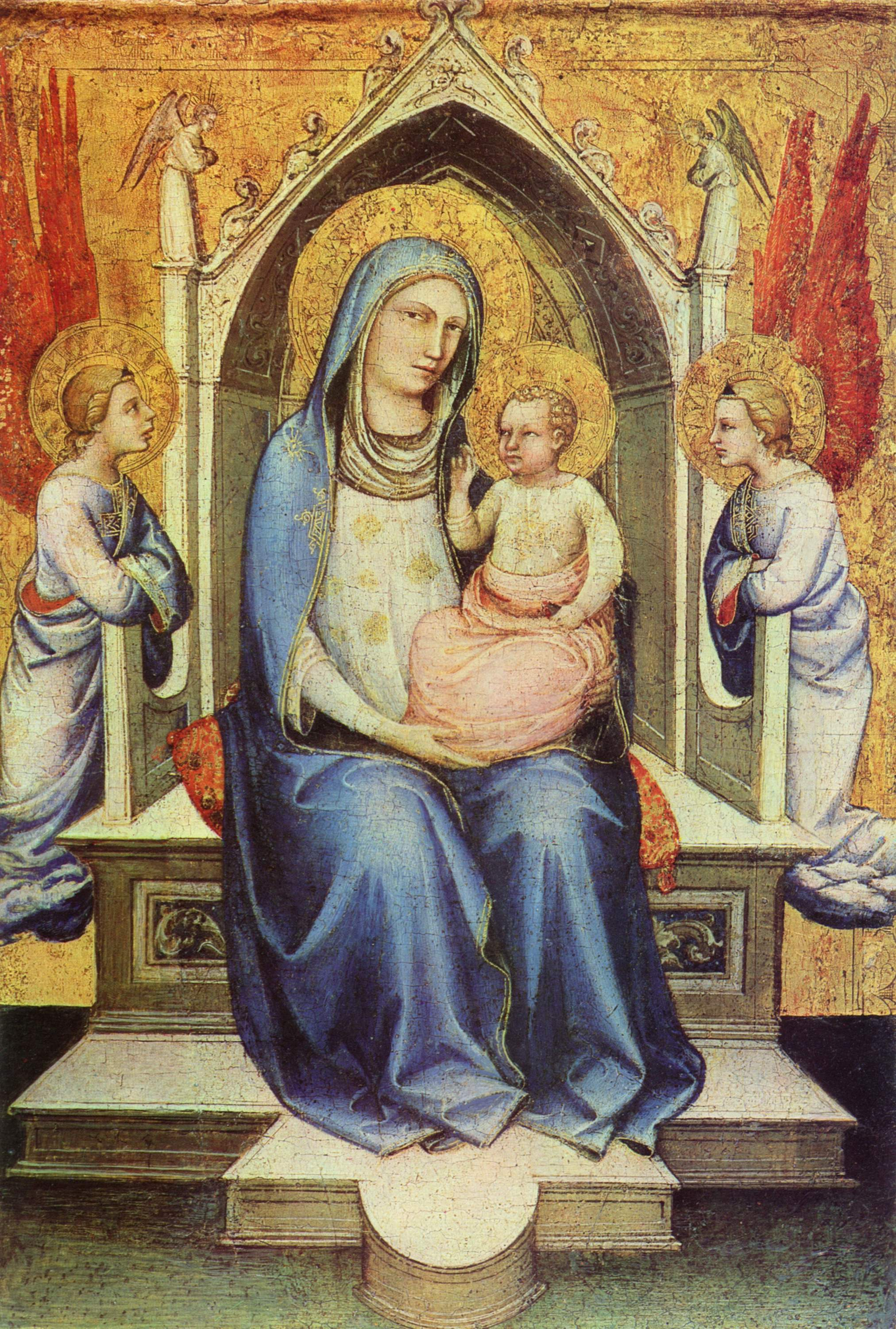
Thronende Madonna, 1. Viertel 15. Jh. Fitzwilliam Museum, Cambridge
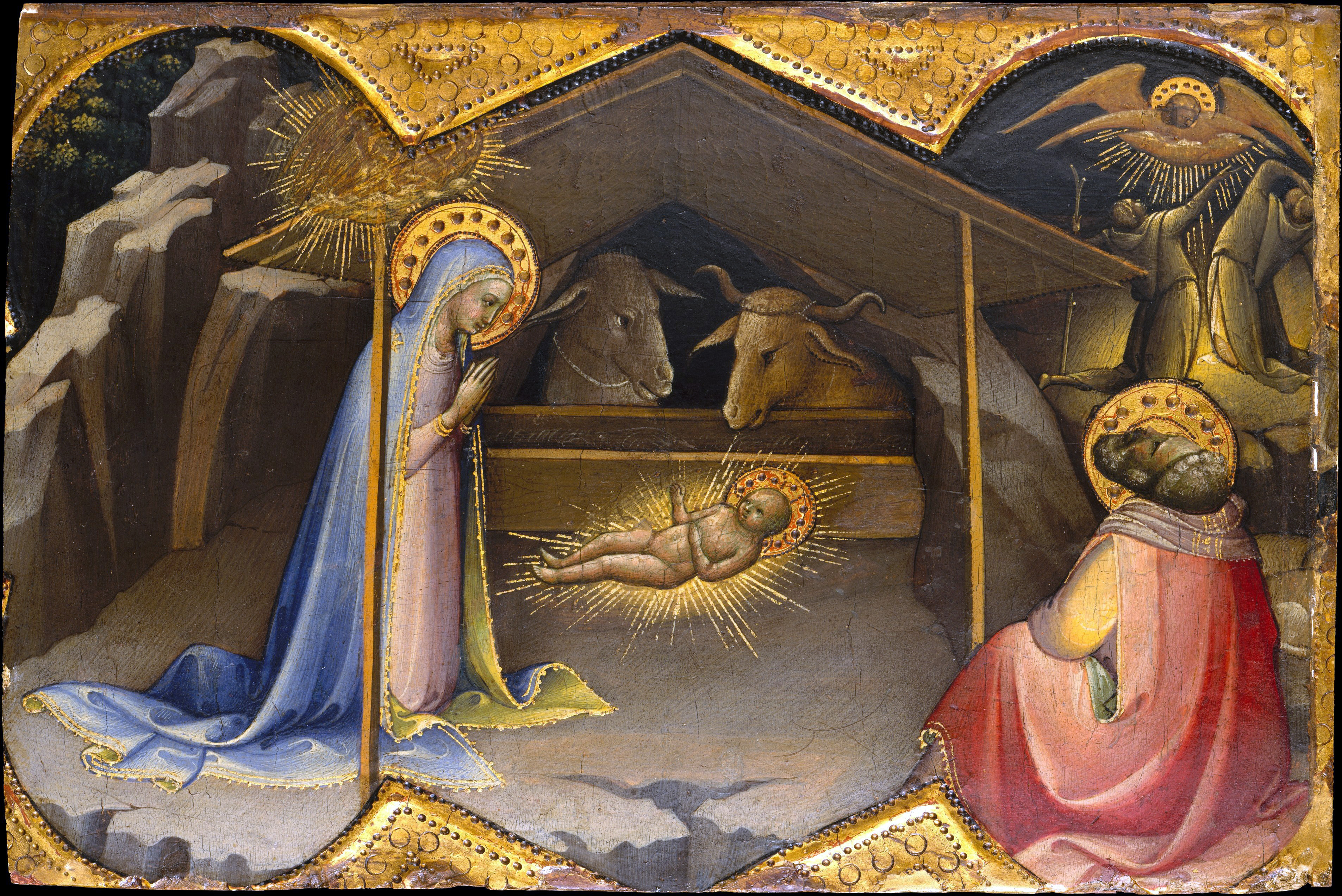
Geburt Christi Metropolitan Museum of Art, New York
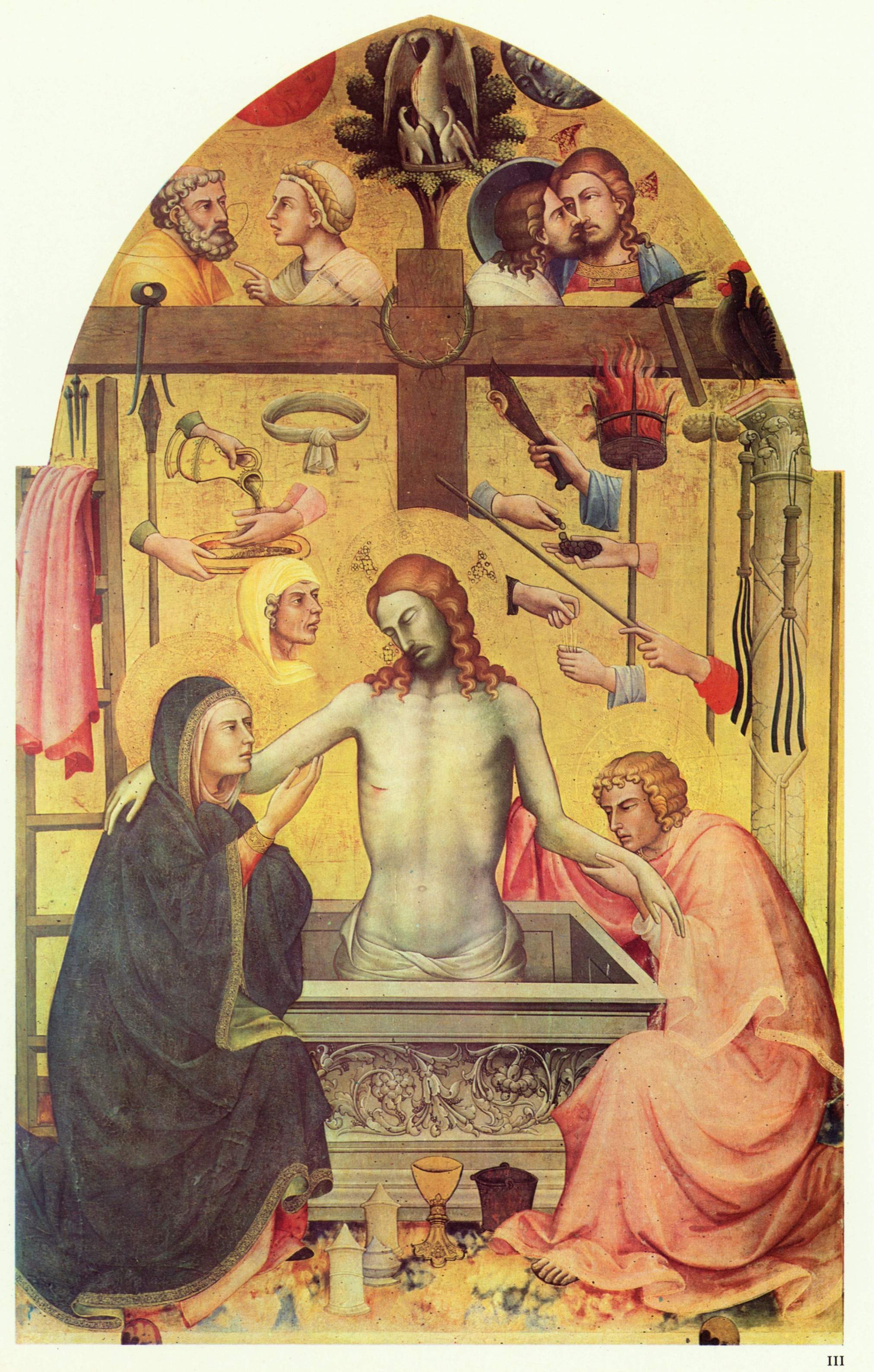
Pieta, 1404 Accademia di Belle Arti, Florenz
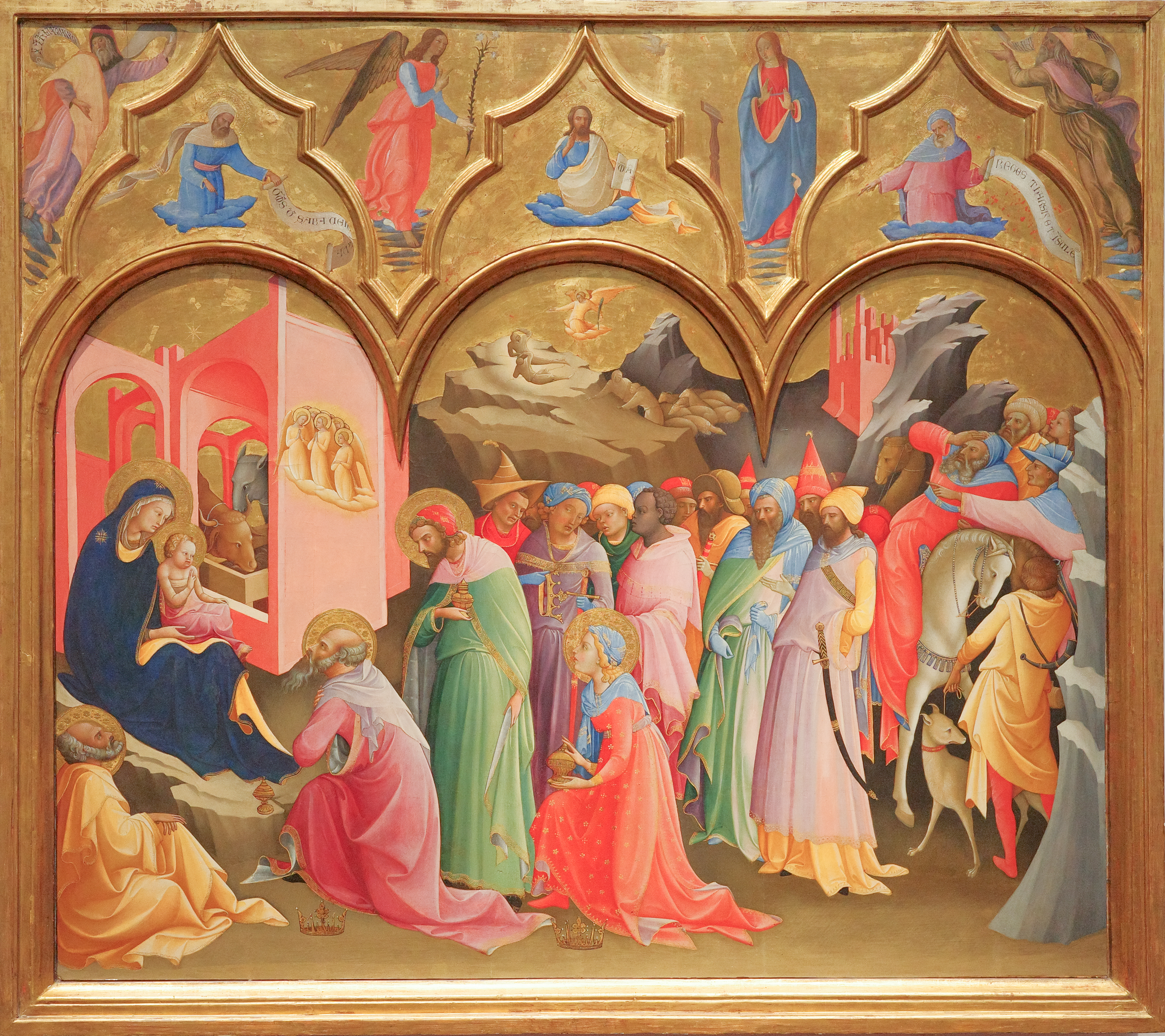
Anbetung der Könige, ca. 1421 Uffizien, Florenz
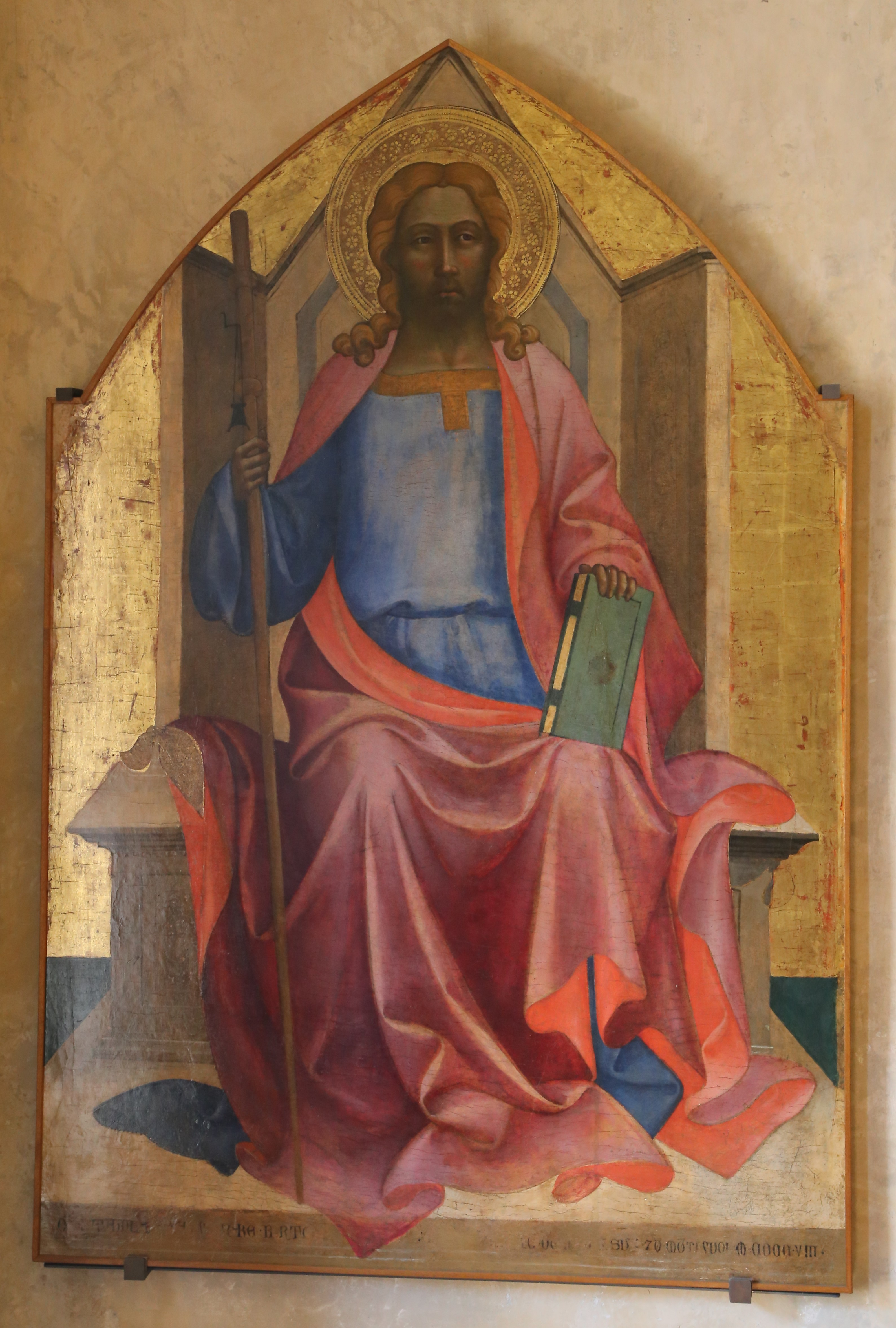
St. Jakob d. Ältere, 1408 Santa Croce, Florenz
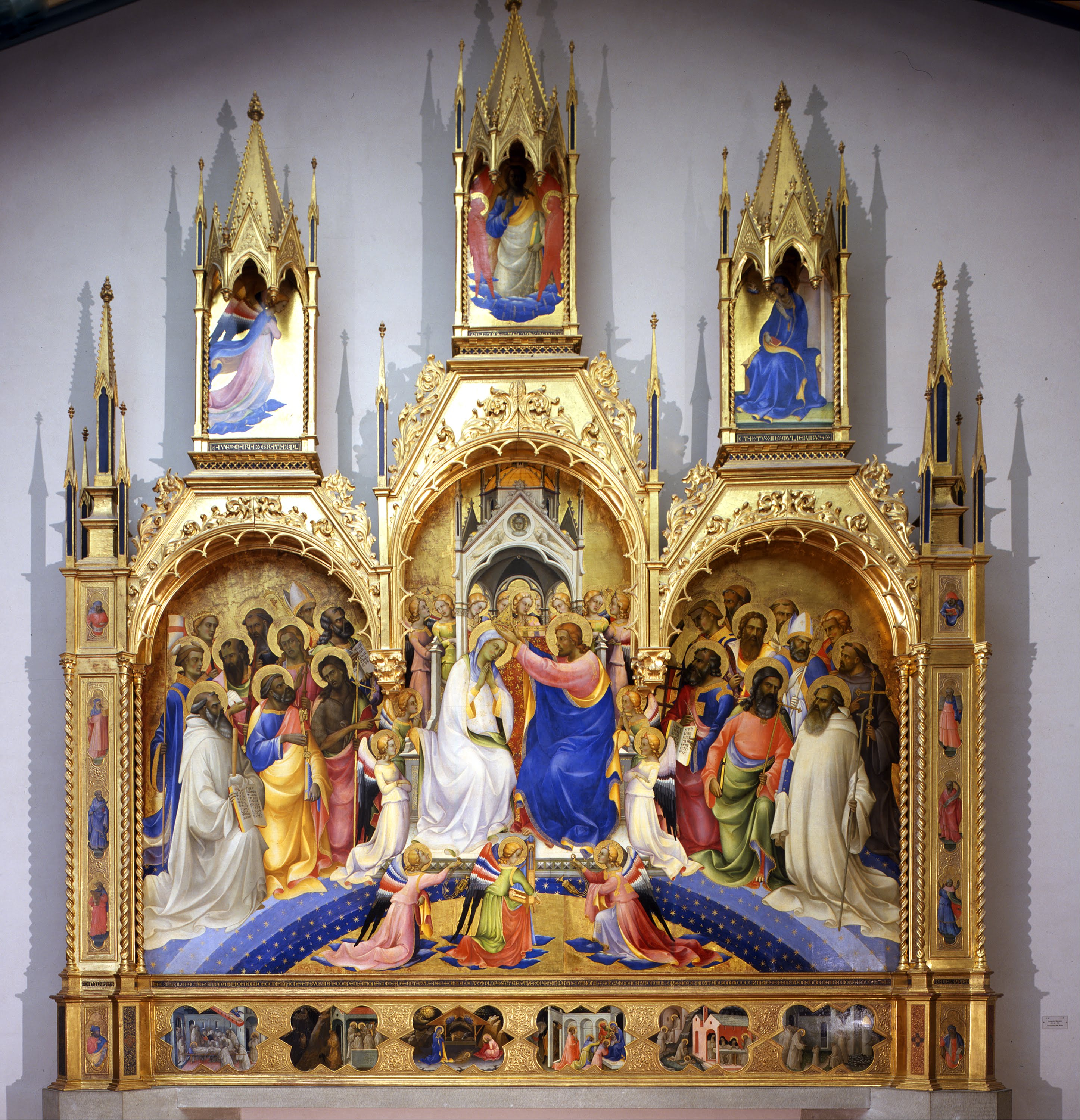
Marienkrönung, 1414 Uffizien, Florenz
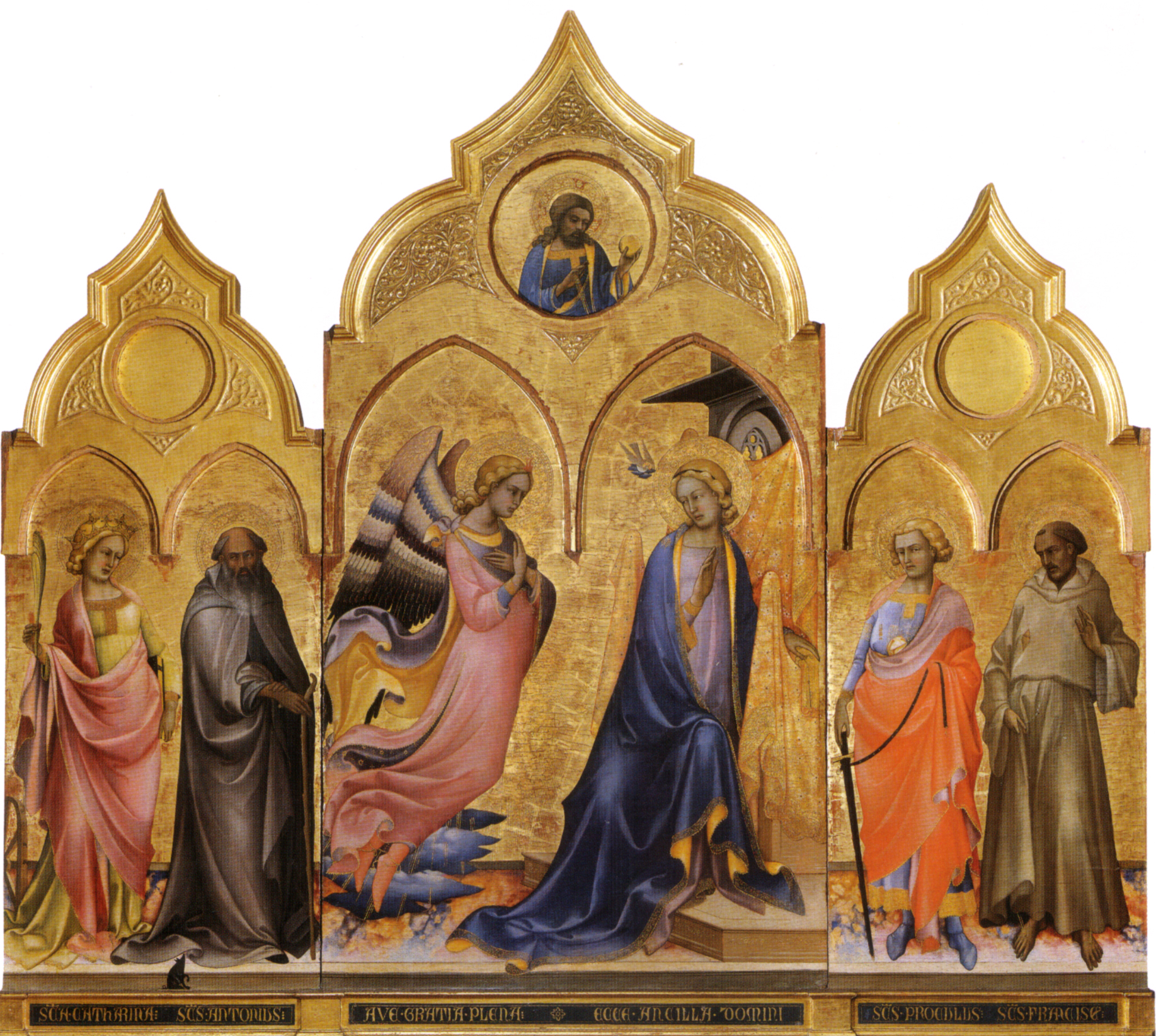
Verkündigungs-Triptychon, ca. 1410 Accademia di Belle Arti, Florenz

## Werke
- 1387–08, Die Taufe Christi, National Gallery, London
- um 1390, Die Geburt Christi, Gemäldegalerie, Berlin
- um 1395, Das Abendmahl, Gemäldegalerie, Berlin
- um 1395, Die Enthauptung der Hl. Katharina, Gemäldegalerie, Berlin
- 1404, Pieta, Galleria dell’Accademia, Florenz
- um 1405, Flucht nach Ägypten, Lindenau-Museum, Altenburg
- 1407–09, Hl. Benedikt, National Gallery, London
- 1408, Christus am Ölberg und die Marien am Grabe, Louvre, Paris
- 1409, Geburt Christi, Metropolitan Museum of Art, New York
- um 1410, Monte Oliveto-Altar, Palazzo Davanzati, Florenz
- um 1410, Verkündigungs-Triptychon Galleria dell’Accademia, Florenz
- 1413, Maria mit dem Kinde, National Gallery of Art, Washington D.C.
- 1414, Marienkrönung, Uffizien, Florenz
- um 1420, Madonna mit Kind und zwei Engeln, Liechtenstein-Museum, Wien
- 1420–1422, Fresken der Bartolini-Kapelle, Santa Trinita, Florenz
- 1420–1422, Altartafel der Kirche Sant’Egidio in Florenz, Uffizien, Florenz
- 1421–1422, Anbetung der Könige, Uffizien, Florenz
- 1. Viertel 15. Jh., Maria mit dem Kinde, Scottish National Gallery, Edinburgh
- 1. Viertel 15. Jh., Thronende Madonna, Fitzwilliam-Museum, Cambridge
- 1. Viertel 15. Jh., Krönung Marias, Courtauld Institute of Art, London
- 1. Viertel 15. Jh., Hl. Hieronymus, Rijksmuseum, Amsterdam